# 大江郷
大江郷（おおえごう）は、平安時代の陸奥国行方郡にあった郷である。現在の福島県南相馬市小高区の大井に比定される。
『和名類聚抄』が国・郡・郷を列挙する中に大江郷が見える。行方郡があった南相馬市には、大井という地名があり、これが大江郷にあたると考えられる。小高川の左岸（北岸）、小高駅から北東である。